# Eiskunstlauf-Europameisterschaften

Logo der Internationalen Eislaufunion

Die Eiskunstlauf-Europameisterschaften sind eine jährliche Veranstaltung, in der Eiskunstläufer und Eiskunstläuferinnen um den Titel des Europameisters kämpfen. Der Ausrichter ist die Internationale Eislaufunion (ISU). Die Wettkämpfe finden im Allgemeinen im Januar des Jahres statt. Die Titel werden in den Disziplinen Einzellauf der Herren und der Damen sowie im Paarlaufen und im Eistanz vergeben.

## Geschichte
Die erste Europameisterschaft fand 1891 in Hamburg statt. Damals wurde nur der Herrenwettbewerb ausgetragen. Die ersten Europameisterschaften der Damen und der Paare gab es erst 1930 in Wien. Seit 1947 werden diese drei Wettbewerbe regelmäßig in einer gemeinsamen Veranstaltung ausgetragen. Bis zu den Europameisterschaften 1948 durften auch Nordamerikaner an den kontinentalen Meisterschaften teilnehmen. Nachdem in dieser Saison die Kanadierin Barbara Ann Scott und der US-Amerikaner Dick Button Europameister geworden waren, während die besten Europäer, Eva Pawlik aus Österreich und Hans Gerschwiler aus der Schweiz, die Silbermedaillen erhalten hatten, wurde ab 1949 die Möglichkeit der Teilnahme an den Europameisterschaften auf Athleten aus Europa eingeschränkt. Bei den Europameisterschaften 1954 in Bozen, Südtirol kam Eistanz als vierter Wettbewerb dazu.
Die letzten Europameisterschaften wurden vom 28. Januar bis zum 2. Februar 2025 in Tallinn, Estland ausgetragen.
Die nächsten Europameisterschaften sollen vom 12. bis 18. Januar 2026 in Sheffield, Großbritannien stattfinden.

## Medaillengewinner Herren
Am häufigsten mit dem Europameistertitel der Herren ausgezeichnet wurden österreichische Eiskunstläufer (30 Siege), gefolgt von ihren Kollegen aus Russland beziehungsweise der Sowjetunion (22), Frankreich (13) sowie Schweden und Tschechien beziehungsweise der Tschechoslowakei (je 11 Siege). Deutsche Athleten (Kaiserreich, Bundesrepublik und DDR inbegriffen) brachten es in der Vergangenheit auf sieben Siege. Alleiniger Rekordhalter ist der Schwede Ulrich Salchow, der zwischen 1898 und 1913 neunmal erfolgreich war.
| Jahr      | Austragungsort                                  | Gold                                            | Silber                                          | Bronze                                          |
| --------- | ----------------------------------------------- | ----------------------------------------------- | ----------------------------------------------- | ----------------------------------------------- |
| 1891      | Hamburg                                         | Oskar Uhlig                                     | Anon Schmitson                                  | Franz Zilly                                     |
| 1892      | Wien                                            | Eduard Engelmann jr.                            | Tibor von Földváry                              | Georg Zachariades                               |
| 1893*     | Berlin                                          | Eduard Engelmann jr.                            | Henning Grenander                               | Georg Zachariades                               |
| 1894      | Wien                                            | Eduard Engelmann jr.                            | Gustav Hügel                                    | Tibor von Földváry                              |
| 1895      | Budapest                                        | Tibor von Földváry                              | Gustav Hügel                                    | Gilbert Fuchs                                   |
| 1896–1897 | nicht ausgetragen                               | nicht ausgetragen                               | nicht ausgetragen                               | nicht ausgetragen                               |
| 1898      | Trondheim                                       | Ulrich Salchow                                  | Johan Lefstad                                   | Oscar Holthe                                    |
| 1899      | Davos                                           | Ulrich Salchow                                  | Gustav Hügel                                    | Ernst Fellner                                   |
| 1900      | Berlin                                          | Ulrich Salchow                                  | Gustav Hügel                                    | Oscar Holthe                                    |
| 1901      | Wien                                            | Gustav Hügel                                    | Gilbert Fuchs                                   | Ulrich Salchow                                  |
| 1902–1903 | abgesagt, kein Eis                              | abgesagt, kein Eis                              | abgesagt, kein Eis                              | abgesagt, kein Eis                              |
| 1904      | Davos                                           | Ulrich Salchow                                  | Max Bohatsch                                    | Nikolai Panin                                   |
| 1905      | Bonn                                            | Max Bohatsch                                    | Heinrich Burger                                 | Karl Zenger                                     |
| 1906      | Davos                                           | Ulrich Salchow                                  | Ernst Herz                                      | Per Thorén                                      |
| 1907      | Berlin                                          | Ulrich Salchow                                  | Gilbert Fuchs                                   | Ernst Herz                                      |
| 1908      | Warschau                                        | Ernst Herz                                      | Nikolai Panin                                   | Henryk Przedrzymirski                           |
| 1909      | Budapest                                        | Ulrich Salchow                                  | Gilbert Fuchs                                   | Per Thorén                                      |
| 1910      | Berlin                                          | Ulrich Salchow                                  | Werner Rittberger                               | Per Thorén                                      |
| 1911      | Sankt Petersburg                                | Per Thorén                                      | Karl Ollo                                       | Werner Rittberger                               |
| 1912      | Stockholm                                       | Gösta Sandahl                                   | Iwan Malinin                                    | Martin Stixrud                                  |
| 1913      | Oslo                                            | Ulrich Salchow                                  | Andor Szende                                    | Willy Böckl                                     |
| 1914      | Wien                                            | Fritz Kachler                                   | Andreas Krogh                                   | Willy Böckl                                     |
| 1915–1921 | nicht ausgetragen wegen des Ersten Weltkrieges  | nicht ausgetragen wegen des Ersten Weltkrieges  | nicht ausgetragen wegen des Ersten Weltkrieges  | nicht ausgetragen wegen des Ersten Weltkrieges  |
| 1922      | Davos                                           | Willy Böckl                                     | Fritz Kachler                                   | Ernst Oppacher                                  |
| 1923      | Oslo                                            | Willy Böckl                                     | Martin Stixrud                                  | Gunnar Jakobsson                                |
| 1924      | Davos                                           | Fritz Kachler                                   | Ludwig Wrede                                    | Werner Rittberger                               |
| 1925      | Triberg                                         | Willy Böckl                                     | Werner Rittberger                               | Otto Preissecker                                |
| 1926      | Davos                                           | Willy Böckl                                     | Otto Preissecker                                | Georges Gautschi                                |
| 1927      | Wien                                            | Willy Böckl                                     | Hugo Distler                                    | Karl Schäfer                                    |
| 1928      | Troppau                                         | Willy Böckl                                     | Karl Schäfer                                    | Otto Preissecker                                |
| 1929      | Davos                                           | Karl Schäfer                                    | Georges Gautschi                                | Ludwig Wrede                                    |
| 1930      | Berlin                                          | Karl Schäfer                                    | Otto Gold                                       | Marcus Nikkanen                                 |
| 1931      | Wien                                            | Karl Schäfer                                    | Ernst Baier                                     | Hugo Distler                                    |
| 1932      | Paris                                           | Karl Schäfer                                    | Ernst Baier                                     | Erich Erdös                                     |
| 1933      | London                                          | Karl Schäfer                                    | Ernst Baier                                     | Erich Erdös                                     |
| 1934      | Seefeld in Tirol                                | Karl Schäfer                                    | Dénes Pataky                                    | Elemér Terták                                   |
| 1935      | St. Moritz                                      | Karl Schäfer                                    | Felix Kaspar                                    | Ernst Baier                                     |
| 1936      | Berlin                                          | Karl Schäfer                                    | Graham Sharp                                    | Ernst Baier                                     |
| 1937      | Prag                                            | Felix Kaspar                                    | Graham Sharp                                    | Elemér Terták                                   |
| 1938      | St. Moritz                                      | Felix Kaspar                                    | Graham Sharp                                    | Herbert Alward                                  |
| 1939      | Davos                                           | Graham Sharp                                    | Frederick Tomlins                               | Horst Faber                                     |
| 1940–1946 | nicht ausgetragen wegen des Zweiten Weltkrieges | nicht ausgetragen wegen des Zweiten Weltkrieges | nicht ausgetragen wegen des Zweiten Weltkrieges | nicht ausgetragen wegen des Zweiten Weltkrieges |
| 1947      | Davos                                           | Hans Gerschwiler                                | Vladislav Čáp                                   | Fernand Leemans                                 |
| 1948      | Prag                                            | Richard Button                                  | Hans Gerschwiler                                | Edi Rada                                        |
| 1949      | Mailand                                         | Edi Rada                                        | Ede Király                                      | Helmut Seibt                                    |
| 1950      | Oslo                                            | Ede Király                                      | Helmut Seibt                                    | Carlo Fassi                                     |
| 1951      | Zürich                                          | Helmut Seibt                                    | Horst Faber                                     | Carlo Fassi                                     |
| 1952      | Wien                                            | Helmut Seibt                                    | Carlo Fassi                                     | Michael Carrington                              |
| 1953      | Dortmund                                        | Carlo Fassi                                     | Alain Giletti                                   | Freimut Stein                                   |
| 1954      | Bozen                                           | Carlo Fassi                                     | Alain Giletti                                   | Karol Divín                                     |
| 1955      | Budapest                                        | Alain Giletti                                   | Michael Booker                                  | Karol Divín                                     |
| 1956      | Paris                                           | Alain Giletti                                   | Michael Booker                                  | Karol Divín                                     |
| 1957      | Wien                                            | Alain Giletti                                   | Karol Divín                                     | Michael Booker                                  |
| 1958      | Bratislava                                      | Karol Divín                                     | Alain Giletti                                   | Alain Calmat                                    |
| 1959      | Davos                                           | Karol Divín                                     | Alain Giletti                                   | Norbert Felsinger                               |
| 1960      | Garmisch-Partenkirchen                          | Alain Giletti                                   | Norbert Felsinger                               | Manfred Schnelldorfer                           |
| 1961      | Berlin                                          | Alain Giletti                                   | Alain Calmat                                    | Manfred Schnelldorfer                           |
| 1962      | Genf                                            | Alain Calmat                                    | Karol Divín                                     | Manfred Schnelldorfer                           |
| 1963      | Budapest                                        | Alain Calmat                                    | Manfred Schnelldorfer                           | Emmerich Danzer                                 |
| 1964      | Grenoble                                        | Alain Calmat                                    | Manfred Schnelldorfer                           | Karol Divín                                     |
| 1965      | Moskau                                          | Emmerich Danzer                                 | Alain Calmat                                    | Peter Jonas                                     |
| 1966      | Bratislava                                      | Emmerich Danzer                                 | Wolfgang Schwarz                                | Ondrej Nepela                                   |
| 1967      | Ljubljana                                       | Emmerich Danzer                                 | Wolfgang Schwarz                                | Ondrej Nepela                                   |
| 1968      | Västerås                                        | Emmerich Danzer                                 | Wolfgang Schwarz                                | Ondrej Nepela                                   |
| 1969      | Garmisch-Partenkirchen                          | Ondrej Nepela                                   | Patrick Péra                                    | Sergei Tschetweruchin                           |
| 1970      | Leningrad                                       | Ondrej Nepela                                   | Patrick Péra                                    | Günter Zöller                                   |
| 1971      | Zürich                                          | Ondrej Nepela                                   | Sergei Tschetweruchin                           | Haig Oundjian                                   |
| 1972      | Göteborg                                        | Ondrej Nepela                                   | Sergei Tschetweruchin                           | Patrick Péra                                    |
| 1973      | Köln                                            | Ondrej Nepela                                   | Sergei Tschetweruchin                           | Jan Hoffmann                                    |
| 1974      | Zagreb                                          | Jan Hoffmann                                    | Sergei Wolkow                                   | John Curry                                      |
| 1975      | Kopenhagen                                      | Wladimir Kowaljow                               | John Curry                                      | Juri Owtschinnikow                              |
| 1976      | Genf                                            | John Curry                                      | Wladimir Kowaljow                               | Jan Hoffmann                                    |
| 1977      | Helsinki                                        | Jan Hoffmann                                    | Wladimir Kowaljow                               | Robin Cousins                                   |
| 1978      | Straßburg                                       | Jan Hoffmann                                    | Wladimir Kowaljow                               | Robin Cousins                                   |
| 1979      | Zagreb                                          | Jan Hoffmann                                    | Wladimir Kowaljow                               | Robin Cousins                                   |
| 1980      | Göteborg                                        | Robin Cousins                                   | Jan Hoffmann                                    | Wladimir Kowaljow                               |
| 1981      | Innsbruck                                       | Igor Bobrin                                     | Jean-Christophe Simond                          | Norbert Schramm                                 |
| 1982      | Lyon                                            | Norbert Schramm                                 | Jean-Christophe Simond                          | Igor Bobrin                                     |
| 1983      | Dortmund                                        | Norbert Schramm                                 | Jozef Sabovčík                                  | Alexander Fadejew                               |
| 1984      | Budapest                                        | Alexander Fadejew                               | Rudi Cerne                                      | Norbert Schramm                                 |
| 1985      | Göteborg                                        | Jozef Sabovčík                                  | Wladimir Kotin                                  | Grzegorz Filipowski                             |
| 1986      | Kopenhagen                                      | Jozef Sabovčík                                  | Wladimir Kotin                                  | Alexander Fadejew                               |
| 1987      | Sarajewo                                        | Alexander Fadejew                               | Wladimir Kotin                                  | Wiktor Petrenko                                 |
| 1988      | Prag                                            | Alexander Fadejew                               | Wladimir Kotin                                  | Wiktor Petrenko                                 |
| 1989      | Birmingham                                      | Alexander Fadejew                               | Grzegorz Filipowski                             | Petr Barna                                      |
| 1990      | Leningrad                                       | Wiktor Petrenko                                 | Petr Barna                                      | Wjatscheslaw Sahorodnjuk                        |
| 1991      | Sofia                                           | Wiktor Petrenko                                 | Petr Barna                                      | Wjatscheslaw Sahorodnjuk                        |
| 1992      | Lausanne                                        | Petr Barna                                      | Wiktor Petrenko                                 | Alexei Urmanow                                  |
| 1993      | Helsinki                                        | Dmytro Dmytrenko                                | Philippe Candeloro                              | Éric Millot                                     |
| 1994      | Kopenhagen                                      | Wiktor Petrenko                                 | Wjatscheslaw Sahorodnjuk                        | Alexei Urmanow                                  |
| 1995      | Dortmund                                        | Ilja Kulik                                      | Alexei Urmanow                                  | Wjatscheslaw Sahorodnjuk                        |
| 1996      | Sofia                                           | Wjatscheslaw Sahorodnjuk                        | Igor Paschkewitsch                              | Ilja Kulik                                      |
| 1997      | Paris                                           | Alexei Urmanow                                  | Philippe Candeloro                              | Wjatscheslaw Sahorodnjuk                        |
| 1998      | Mailand                                         | Alexei Jagudin                                  | Jewgeni Pljuschtschenko                         | Alexander Abt                                   |
| 1999      | Prag                                            | Alexei Jagudin                                  | Jewgeni Pljuschtschenko                         | Alexei Urmanow                                  |
| 2000      | Wien                                            | Jewgeni Pljuschtschenko                         | Alexei Jagudin                                  | Dmytro Dmytrenko                                |
| 2001      | Bratislava                                      | Jewgeni Pljuschtschenko                         | Alexei Jagudin                                  | Stanick Jeannette                               |
| 2002      | Lausanne                                        | Alexei Jagudin                                  | Alexander Abt                                   | Brian Joubert                                   |
| 2003      | Malmö                                           | Jewgeni Pljuschtschenko                         | Brian Joubert                                   | Stanick Jeannette                               |
| 2004      | Budapest                                        | Brian Joubert                                   | Jewgeni Pljuschtschenko                         | Ilja Klimkin                                    |
| 2005      | Turin                                           | Jewgeni Pljuschtschenko                         | Brian Joubert                                   | Stefan Lindemann                                |
| 2006      | Lyon                                            | Jewgeni Pljuschtschenko                         | Stéphane Lambiel                                | Brian Joubert                                   |
| 2007      | Warschau                                        | Brian Joubert                                   | Tomáš Verner                                    | Kevin van der Perren                            |
| 2008      | Zagreb                                          | Tomáš Verner                                    | Stéphane Lambiel                                | Brian Joubert                                   |
| 2009      | Helsinki                                        | Brian Joubert                                   | Samuel Contesti                                 | Kevin van der Perren                            |
| 2010      | Tallinn                                         | Jewgeni Pljuschtschenko                         | Stéphane Lambiel                                | Brian Joubert                                   |
| 2011      | Bern                                            | Florent Amodio                                  | Brian Joubert                                   | Tomáš Verner                                    |
| 2012      | Sheffield                                       | Jewgeni Pljuschtschenko                         | Artur Gatschinski                               | Florent Amodio                                  |
| 2013      | Zagreb                                          | Javier Fernández                                | Florent Amodio                                  | Michal Březina                                  |
| 2014      | Budapest                                        | Javier Fernández                                | Sergei Woronow                                  | Konstantin Menschow                             |
| 2015      | Stockholm                                       | Javier Fernández                                | Maxim Kowtun                                    | Sergei Woronow                                  |
| 2016      | Bratislava                                      | Javier Fernández                                | Alexei Bychenko                                 | Maxim Kowtun                                    |
| 2017      | Ostrava                                         | Javier Fernández                                | Maxim Kowtun                                    | Michail Koljada                                 |
| 2018      | Moskau                                          | Javier Fernández                                | Dmitri Alijew                                   | Michail Koljada                                 |
| 2019      | Minsk                                           | Javier Fernández                                | Alexander Samarin                               | Matteo Rizzo                                    |
| 2020      | Graz                                            | Dmitri Alijew                                   | Artur Danijeljan                                | Moris Qwitelaschwili                            |
| 2021      | Zagreb                                          | abgesagt wegen der COVID-19-Pandemie            | abgesagt wegen der COVID-19-Pandemie            | abgesagt wegen der COVID-19-Pandemie            |
| 2022      | Tallinn                                         | Mark Kondratjuk                                 | Daniel Grassl                                   | Deniss Vasiļjevs                                |
| 2023      | Espoo                                           | Adam Siao Him Fa                                | Matteo Rizzo                                    | Lukas Britschgi                                 |
| 2024      | Kaunas                                          | Adam Siao Him Fa                                | Aleksandr Selevko                               | Matteo Rizzo                                    |
| 2025      | Tallinn                                         | Lukas Britschgi                                 | Nikolaj Memola                                  | Adam Siao Him Fa                                |
| 2026      | Sheffield                                       |                                                 |                                                 |                                                 |
| 2027      | Lausanne                                        |                                                 |                                                 |                                                 |

* Ergebnis wurde 1895 offiziell annulliert

## Medaillengewinnerinnen Damen
Am häufigsten mit dem Europameistertitel der Damen ausgezeichnet wurden Eiskunstläuferinnen aus Deutschland und der DDR (19 Siege), gefolgt von ihren Kolleginnen aus Russland (18), Österreich (12), und Großbritannien, Norwegen und den Niederlanden (je 6 Siege). Alleinige Rekordhalterin ist die Russin Irina Sluzkaja, die zwischen 1996 und 2006 siebenmal erfolgreich war, während es die Norwegerin Sonja Henie in den 1930er Jahren und die für die DDR startende Katarina Witt in den 1980er Jahren auf je sechs Siege in Folge brachten.
| Jahr      | Austragungsort                                  | Gold                                            | Silber                                          | Bronze                                          |
| --------- | ----------------------------------------------- | ----------------------------------------------- | ----------------------------------------------- | ----------------------------------------------- |
| 1930      | Wien                                            | Fritzi Burger                                   | Ilse Hornung                                    | Vivi-Anne Hultén                                |
| 1931      | St. Moritz                                      | Sonja Henie                                     | Fritzi Burger                                   | Hilde Holovsky                                  |
| 1932      | Paris                                           | Sonja Henie                                     | Fritzi Burger                                   | Vivi-Anne Hultén                                |
| 1933      | London                                          | Sonja Henie                                     | Cecilia Colledge                                | Fritzi Burger                                   |
| 1934      | Prag                                            | Sonja Henie                                     | Liselotte Landbeck                              | Maribel Vinson                                  |
| 1935      | St. Moritz                                      | Sonja Henie                                     | Liselotte Landbeck                              | Cecilia Colledge                                |
| 1936      | Berlin                                          | Sonja Henie                                     | Cecilia Colledge                                | Megan Taylor                                    |
| 1937      | Prag                                            | Cecilia Colledge                                | Megan Taylor                                    | Emmy Putzinger                                  |
| 1938      | St. Moritz                                      | Cecilia Colledge                                | Megan Taylor                                    | Emmy Putzinger                                  |
| 1939      | London                                          | Cecilia Colledge                                | Megan Taylor                                    | Daphne Walker                                   |
| 1940–1946 | wegen des Zweiten Weltkrieges nicht ausgetragen | wegen des Zweiten Weltkrieges nicht ausgetragen | wegen des Zweiten Weltkrieges nicht ausgetragen | wegen des Zweiten Weltkrieges nicht ausgetragen |
| 1947      | Davos                                           | Barbara Ann Scott                               | Gretchen Merrill                                | Daphne Walker                                   |
| 1948      | Prag                                            | Barbara Ann Scott                               | Eva Pawlik                                      | Alena Vrzáňová                                  |
| 1949      | Mailand                                         | Eva Pawlik                                      | Alena Vrzáňová                                  | Jeannette Altwegg                               |
| 1950      | Oslo                                            | Alena Vrzáňová                                  | Jeannette Altwegg                               | Jacqueline du Bief                              |
| 1951      | Zürich                                          | Jeannette Altwegg                               | Jacqueline du Bief                              | Barbara Wyatt                                   |
| 1952      | Wien                                            | Jeannette Altwegg                               | Jacqueline du Bief                              | Barbara Wyatt                                   |
| 1953      | Dortmund                                        | Valda Osborn                                    | Gundi Busch                                     | Erica Batchelor                                 |
| 1954      | Bozen                                           | Gundi Busch                                     | Erica Batchelor                                 | Yvonne Sugden                                   |
| 1955      | Budapest                                        | Hanna Eigel                                     | Yvonne Sugden                                   | Erica Batchelor                                 |
| 1956      | Paris                                           | Ingrid Wendl                                    | Yvonne Sugden                                   | Erica Batchelor                                 |
| 1957      | Wien                                            | Hanna Eigel                                     | Ingrid Wendl                                    | Hanna Walter                                    |
| 1958      | Bratislava                                      | Ingrid Wendl                                    | Hanna Walter                                    | Joan Haanappel                                  |
| 1959      | Davos                                           | Hanna Walter                                    | Sjoukje Dijkstra                                | Joan Haanappel                                  |
| 1960      | Garmisch-Partenkirchen                          | Sjoukje Dijkstra                                | Regine Heitzer                                  | Joan Haanappel                                  |
| 1961      | Berlin                                          | Sjoukje Dijkstra                                | Regine Heitzer                                  | Jana Mrázková                                   |
| 1962      | Genf                                            | Sjoukje Dijkstra                                | Regine Heitzer                                  | Karin Frohner                                   |
| 1963      | Budapest                                        | Sjoukje Dijkstra                                | Nicole Hassler                                  | Regine Heitzer                                  |
| 1964      | Grenoble                                        | Sjoukje Dijkstra                                | Regine Heitzer                                  | Nicole Hassler                                  |
| 1965      | Moskau                                          | Regine Heitzer                                  | Sally-Anne Stapleford                           | Nicole Hassler                                  |
| 1966      | Bratislava                                      | Regine Heitzer                                  | Gabriele Seyfert                                | Nicole Hassler                                  |
| 1967      | Ljubljana                                       | Gabriele Seyfert                                | Hana Mašková                                    | Zsuzsa Almássy                                  |
| 1968      | Västerås                                        | Hana Mašková                                    | Gabriele Seyfert                                | Beatrix Schuba                                  |
| 1969      | Garmisch-Partenkirchen                          | Gabriele Seyfert                                | Hana Mašková                                    | Beatrix Schuba                                  |
| 1970      | Leningrad                                       | Gabriele Seyfert                                | Beatrix Schuba                                  | Zsuzsa Almássy                                  |
| 1971      | Zürich                                          | Beatrix Schuba                                  | Zsuzsa Almássy                                  | Rita Trapanese                                  |
| 1972      | Göteborg                                        | Beatrix Schuba                                  | Rita Trapanese                                  | Sonja Morgenstern                               |
| 1973      | Köln                                            | Christine Errath                                | Jean Scott                                      | Karin Iten                                      |
| 1974      | Zagreb                                          | Christine Errath                                | Dianne de Leeuw                                 | Liana Drahová                                   |
| 1975      | Kopenhagen                                      | Christine Errath                                | Dianne de Leeuw                                 | Anett Pötzsch                                   |
| 1976      | Genf                                            | Dianne de Leeuw                                 | Anett Pötzsch                                   | Christine Errath                                |
| 1977      | Helsinki                                        | Anett Pötzsch                                   | Dagmar Lurz                                     | Susanna Driano                                  |
| 1978      | Straßburg                                       | Anett Pötzsch                                   | Dagmar Lurz                                     | Jelena Wodoresowa                               |
| 1979      | Zagreb                                          | Anett Pötzsch                                   | Dagmar Lurz                                     | Denise Biellmann                                |
| 1980      | Göteborg                                        | Anett Pötzsch                                   | Dagmar Lurz                                     | Susanna Driano                                  |
| 1981      | Innsbruck                                       | Denise Biellmann                                | Sanda Dubravčić                                 | Claudia Kristofics-Binder                       |
| 1982      | Lyon                                            | Claudia Kristofics-Binder                       | Katarina Witt                                   | Jelena Wodoresowa                               |
| 1983      | Dortmund                                        | Katarina Witt                                   | Jelena Wodoresowa                               | Claudia Leistner                                |
| 1984      | Budapest                                        | Katarina Witt                                   | Manuela Ruben                                   | Anna Kondraschowa                               |
| 1985      | Göteborg                                        | Katarina Witt                                   | Kira Iwanowa                                    | Claudia Leistner                                |
| 1986      | Kopenhagen                                      | Katarina Witt                                   | Kira Iwanowa                                    | Anna Kondraschowa                               |
| 1987      | Sarajevo                                        | Katarina Witt                                   | Kira Iwanowa                                    | Anna Kondraschowa                               |
| 1988      | Prag                                            | Katarina Witt                                   | Kira Iwanowa                                    | Anna Kondraschowa                               |
| 1989      | Birmingham                                      | Claudia Leistner                                | Natalja Lebedewa                                | Patricia Neske                                  |
| 1990      | Leningrad                                       | Evelyn Großmann                                 | Natalja Lebedewa                                | Marina Kielmann                                 |
| 1991      | Sofia                                           | Surya Bonaly                                    | Evelyn Großmann                                 | Marina Kielmann                                 |
| 1992      | Lausanne                                        | Surya Bonaly                                    | Marina Kielmann                                 | Patricia Neske                                  |
| 1993      | Helsinki                                        | Surya Bonaly                                    | Oksana Bajul                                    | Marina Kielmann                                 |
| 1994      | Kopenhagen                                      | Surya Bonaly                                    | Oksana Bajul                                    | Olga Markowa                                    |
| 1995      | Dortmund                                        | Surya Bonaly                                    | Olga Markowa                                    | Olena Ljaschenko                                |
| 1996      | Sofia                                           | Irina Sluzkaja                                  | Surya Bonaly                                    | Marija Butyrskaja                               |
| 1997      | Paris                                           | Irina Sluzkaja                                  | Krisztina Czakó                                 | Julija Lawrentschuk                             |
| 1998      | Mailand                                         | Marija Butyrskaja                               | Irina Sluzkaja                                  | Tanja Szewczenko                                |
| 1999      | Prag                                            | Marija Butyrskaja                               | Julija Soldatowa                                | Wiktorija Woltschkowa                           |
| 2000      | Wien                                            | Irina Sluzkaja                                  | Marija Butyrskaja                               | Wiktorija Woltschkowa                           |
| 2001      | Bratislava                                      | Irina Sluzkaja                                  | Marija Butyrskaja                               | Wiktorija Woltschkowa                           |
| 2002      | Lausanne                                        | Marija Butyrskaja                               | Irina Sluzkaja                                  | Wiktorija Woltschkowa                           |
| 2003      | Malmö                                           | Irina Sluzkaja                                  | Jelena Sokolowa                                 | Júlia Sebestyén                                 |
| 2004      | Budapest                                        | Júlia Sebestyén                                 | Olena Ljaschenko                                | Jelena Sokolowa                                 |
| 2005      | Turin                                           | Irina Sluzkaja                                  | Susanna Pöykiö                                  | Olena Ljaschenko                                |
| 2006      | Lyon                                            | Irina Sluzkaja                                  | Jelena Sokolowa                                 | Carolina Kostner                                |
| 2007      | Warschau                                        | Carolina Kostner                                | Sarah Meier                                     | Kiira Korpi                                     |
| 2008      | Zagreb                                          | Carolina Kostner                                | Sarah Meier                                     | Laura Lepistö                                   |
| 2009      | Helsinki                                        | Laura Lepistö                                   | Carolina Kostner                                | Susanna Pöykiö                                  |
| 2010      | Tallinn                                         | Carolina Kostner                                | Laura Lepistö                                   | Elene Gedewanischwili                           |
| 2011      | Bern                                            | Sarah Meier                                     | Carolina Kostner                                | Kiira Korpi                                     |
| 2012      | Sheffield                                       | Carolina Kostner                                | Kiira Korpi                                     | Elene Gedewanischwili                           |
| 2013      | Zagreb                                          | Carolina Kostner                                | Adelina Sotnikowa                               | Jelisaweta Tuktamyschewa                        |
| 2014      | Budapest                                        | Julija Lipnizkaja                               | Adelina Sotnikowa                               | Carolina Kostner                                |
| 2015      | Stockholm                                       | Jelisaweta Tuktamyschewa                        | Jelena Radionowa                                | Anna Pogorilaja                                 |
| 2016      | Bratislava                                      | Jewgenija Medwedewa                             | Jelena Radionowa                                | Anna Pogorilaja                                 |
| 2017      | Ostrava                                         | Jewgenija Medwedewa                             | Anna Pogorilaja                                 | Carolina Kostner                                |
| 2018      | Moskau                                          | Alina Sagitowa                                  | Jewgenija Medwedewa                             | Carolina Kostner                                |
| 2019      | Minsk                                           | Sofja Samodurowa                                | Alina Sagitowa                                  | Viveca Lindfors                                 |
| 2020      | Graz                                            | Aljona Kostornaja                               | Anna Schtscherbakowa                            | Alexandra Trussowa                              |
| 2021      | Zagreb                                          | abgesagt wegen der COVID-19-Pandemie            | abgesagt wegen der COVID-19-Pandemie            | abgesagt wegen der COVID-19-Pandemie            |
| 2022      | Tallinn                                         | Anna Schtscherbakowa                            | Alexandra Trussowa                              | Loena Hendrickx                                 |
| 2023      | Espoo                                           | Anastassia Gubanowa                             | Loena Hendrickx                                 | Kimmy Repond                                    |
| 2024      | Kaunas                                          | Loena Hendrickx                                 | Anastassia Gubanowa                             | Nina Pinzarrone                                 |
| 2025      | Tallinn                                         | Niina Petrõkina                                 | Anastassia Gubanowa                             | Nina Pinzarrone                                 |
| 2026      | Sheffield                                       |                                                 |                                                 |                                                 |
| 2027      | Lausanne                                        |                                                 |                                                 |                                                 |

## Medaillengewinner Paare
| Jahr      | Austragungsort                                  | Gold                                            | Silber                                          | Bronze                                          |
| --------- | ----------------------------------------------- | ----------------------------------------------- | ----------------------------------------------- | ----------------------------------------------- |
| 1930      | Wien                                            | Olga Orgonista / Sándor Szalay                  | Emilie Rotter / László Szollás                  | Gisela Hochhaltinger / Otto Preissecker         |
| 1931      | St. Moritz                                      | Olga Orgonista / Sándor Szalay                  | Emilie Rotter / László Szollás                  | Lilly Gaillard / Willy Petter                   |
| 1932      | Paris                                           | Andrée Brunet / Pierre Brunet                   | Lilly Gaillard / Willy Petter                   | Idi Papez / Karl Zwack                          |
| 1933      | London                                          | Idi Papez / Karl Zwack                          | Lilly Gaillard / Willy Petter                   | Mollie Philips / Rodney Murdoch                 |
| 1934      | Prag                                            | Emilie Rotter / László Szollás                  | Idi Papez / Karl Zwack                          | Zofia Bilorówna / Tadeusz Kowalski              |
| 1935      | St. Moritz                                      | Maxi Herber / Ernst Baier                       | Idi Papez / Karl Zwack                          | Lucy Galló / Rezső Dillinger                    |
| 1936      | Berlin                                          | Maxi Herber / Ernst Baier                       | Violet Cliff / Leslie Cliff                     | Piroska Szekrényessy / Attila Szekrényessy      |
| 1937      | Prag                                            | Maxi Herber / Ernst Baier                       | Ilse Pausin / Erik Pausin                       | Piroska Szekrényessy / Attila Szekrényessy      |
| 1938      | Troppau                                         | Maxi Herber / Ernst Baier                       | Ilse Pausin / Erik Pausin                       | Inge Koch / Günther Noack                       |
| 1939      | Zakopane                                        | Maxi Herber / Ernst Baier                       | Ilse Pausin / Erik Pausin                       | Inge Koch / Günther Noack                       |
| 1940–1946 | wegen des Zweiten Weltkrieges nicht ausgetragen | wegen des Zweiten Weltkrieges nicht ausgetragen | wegen des Zweiten Weltkrieges nicht ausgetragen | wegen des Zweiten Weltkrieges nicht ausgetragen |
| 1947      | Davos                                           | Micheline Lannoy / Pierre Baugniet              | Winifred Silverthorne / Dennis Silverthorne     | Suzanne Diskeuve / Edmond Verbustel             |
| 1948      | Prag                                            | Andrea Kékesy / Ede Király                      | Blazena Knittlova / Karel Vosatka               | Herta Ratzenhofer / Emil Ratzenhofer            |
| 1949      | Mailand                                         | Andrea Kékesy / Ede Király                      | Marianna Nagy / László Nagy                     | Herta Ratzenhofer / Emil Ratzenhofer            |
| 1950      | Oslo                                            | Marianna Nagy / László Nagy                     | Eliane Steinemann / André Calame                | Jennifer Nicks / John Nicks                     |
| 1951      | Zürich                                          | Ria Baran / Paul Falk                           | Eliane Steinemann / André Calame                | Jennifer Nicks / John Nicks                     |
| 1952      | Wien                                            | Ria Baran / Paul Falk                           | Jennifer Nicks / John Nicks                     | Marianna Nagy / László Nagy                     |
| 1953      | Dortmund                                        | Jennifer Nicks / John Nicks                     | Marianna Nagy / László Nagy                     | Sissy Schwarz / Kurt Oppelt                     |
| 1954      | Bozen                                           | Silvia Grandjean / Michel Grandjean             | Sissy Schwarz / Kurt Oppelt                     | Sonja Balunova / Miroslav Balun                 |
| 1955      | Budapest                                        | Marianna Nagy / László Nagy                     | Věra Suchánková / Zdeněk Doležal                | Marika Kilius / Franz Ningel                    |
| 1956      | Paris                                           | Sissy Schwarz / Kurt Oppelt                     | Marianna Nagy / László Nagy                     | Marika Kilius / Franz Ningel                    |
| 1957      | Wien                                            | Věra Suchánková / Zdeněk Doležal                | Marianna Nagy / László Nagy                     | Marika Kilius / Franz Ningel                    |
| 1958      | Bratislava                                      | Věra Suchánková / Zdeněk Doležal                | Nina Schuk / Stanislaw Schuk                    | Joyce Coates / Anthony Holles                   |
| 1959      | Davos                                           | Marika Kilius / Hans-Jürgen Bäumler             | Nina Schuk / Stanislaw Schuk                    | Joyce Coates / Anthony Holles                   |
| 1960      | Garmisch-Partenkirchen                          | Marika Kilius / Hans-Jürgen Bäumler             | Nina Schuk / Stanislaw Schuk                    | Margret Göbl / Franz Ningel                     |
| 1961      | Berlin                                          | Marika Kilius / Hans-Jürgen Bäumler             | Margret Göbl / Franz Ningel                     | Margit Senf / Peter Göbel                       |
| 1962      | Genf                                            | Marika Kilius / Hans-Jürgen Bäumler             | Ljudmila Beloussowa / Oleg Protopopow           | Margret Göbl / Franz Ningel                     |
| 1963      | Budapest                                        | Marika Kilius / Hans-Jürgen Bäumler             | Ljudmila Beloussowa / Oleg Protopopow           | Tatjana Schuk / Alexander Gawrilow              |
| 1964      | Grenoble                                        | Marika Kilius / Hans-Jürgen Bäumler             | Ljudmila Beloussowa / Oleg Protopopow           | Tatjana Schuk / Alexander Gawrilow              |
| 1965      | Moskau                                          | Ljudmila Beloussowa / Oleg Protopopow           | Gerda Johner / Ruedi Johner                     | Tatjana Schuk / Alexander Gorelik               |
| 1966      | Bratislava                                      | Ljudmila Beloussowa / Oleg Protopopow           | Tatjana Schuk / Alexander Gorelik               | Margot Glockshuber / Wolfgang Danne             |
| 1967      | Ljubljana                                       | Ljudmila Beloussowa / Oleg Protopopow           | Margot Glockshuber / Wolfgang Danne             | Heidemarie Steiner / Heinz-Ulrich Walther       |
| 1968      | Västerås                                        | Ljudmila Beloussowa / Oleg Protopopow           | Tamara Moskwina / Alexei Mischin                | Heidemarie Steiner / Heinz-Ulrich Walther       |
| 1969      | Garmisch-Partenkirchen                          | Irina Rodnina / Alexei Ulanow                   | Ljudmila Beloussowa / Oleg Protopopow           | Tamara Moskwina / Alexei Mischin                |
| 1970      | Leningrad                                       | Irina Rodnina / Alexei Ulanow                   | Ljudmila Smirnowa / Andrei Suraikin             | Heidemarie Steiner / Heinz-Ulrich Walther       |
| 1971      | Zürich                                          | Irina Rodnina / Alexei Ulanow                   | Ljudmila Smirnowa / Andrei Suraikin             | Galina Karelina / Georgi Proskurin              |
| 1972      | Göteborg                                        | Irina Rodnina / Alexei Ulanow                   | Ljudmila Smirnowa / Andrei Suraikin             | Manuela Groß / Uwe Kagelmann                    |
| 1973      | Köln                                            | Irina Rodnina / Alexander Saizew                | Ljudmila Smirnowa / Alexei Ulanow               | Almut Lehmann / Herbert Wiesinger               |
| 1974      | Zagreb                                          | Irina Rodnina / Alexander Saizew                | Romy Kermer / Rolf Oesterreich                  | Ljudmila Smirnowa / Alexei Ulanow               |
| 1975      | Kopenhagen                                      | Irina Rodnina / Alexander Saizew                | Romy Kermer / Rolf Oesterreich                  | Manuela Groß / Uwe Kagelmann                    |
| 1976      | Genf                                            | Irina Rodnina / Alexander Saizew                | Romy Kermer / Rolf Oesterreich                  | Irina Worobjowa / Alexander Wlassow             |
| 1977      | Helsinki                                        | Irina Rodnina / Alexander Saizew                | Irina Worobjowa / Alexander Wlassow             | Marina Tscherkassowa / Sergei Schachrai         |
| 1978      | Straßburg                                       | Irina Rodnina / Alexander Saizew                | Marina Tscherkassowa / Sergei Schachrai         | Manuela Mager / Uwe Bewersdorff                 |
| 1979      | Zagreb                                          | Marina Tscherkassowa / Sergei Schachrai         | Irina Worobjowa / Igor Lissowski                | Sabine Baeß / Tassilo Thierbach                 |
| 1980      | Göteborg                                        | Irina Rodnina / Alexander Saizew                | Marina Tscherkassowa / Sergei Schachrai         | Marina Pestowa / Stanislaw Leonowitsch          |
| 1981      | Innsbruck                                       | Irina Worobjowa / Igor Lissowski                | Christina Riegel / Andreas Nischwitz            | Marina Tscherkassowa / Sergei Schachrai         |
| 1982      | Lyon                                            | Sabine Baeß / Tassilo Thierbach                 | Marina Pestowa / Stanislaw Leonowitsch          | Irina Worobjowa / Igor Lissowski                |
| 1983      | Dortmund                                        | Sabine Baeß / Tassilo Thierbach                 | Jelena Walowa / Oleg Wassiljew                  | Birgit Lorenz / Knut Schubert                   |
| 1984      | Budapest                                        | Jelena Walowa / Oleg Wassiljew                  | Sabine Baeß / Tassilo Thierbach                 | Birgit Lorenz / Knut Schubert                   |
| 1985      | Göteborg                                        | Jelena Walowa / Oleg Wassiljew                  | Larissa Selesnjowa / Oleg Makarov               | Weronika Perschina / Marat Akbarow              |
| 1986      | Kopenhagen                                      | Jelena Walowa / Oleg Wassiljew                  | Jekaterina Gordejewa / Sergei Grinkow           | Jelena Betschke / Waleri Kornijenko             |
| 1987      | Sarajevo                                        | Larissa Selesnjowa / Oleg Makarov               | Jelena Walowa / Oleg Wassiljew                  | Katrin Kanitz / Tobias Schröter                 |
| 1988      | Prag                                            | Jekaterina Gordejewa / Sergei Grinkow           | Larissa Selesnjowa / Oleg Makarov               | Peggy Schwarz / Alexander König                 |
| 1989      | Birmingham                                      | Larissa Selesnjowa / Oleg Makarov               | Mandy Wötzel / Axel Rauschenbach                | Natalja Mischkutjonok / Artur Dmitrijew         |
| 1990      | Leningrad                                       | Jekaterina Gordejewa / Sergei Grinkow           | Larissa Selesnjowa / Oleg Makarov               | Natalja Mischkutjonok / Artur Dmitrijew         |
| 1991      | Sofia                                           | Natalja Mischkutjonok / Artur Dmitrijew         | Jelena Betschke / Denis Petrow                  | Jewgenija Schischkowa / Wadim Naumow            |
| 1992      | Lausanne                                        | Natalja Mischkutjonok / Artur Dmitrijew         | Jelena Betschke / Denis Petrow                  | Jewgenija Schischkowa / Wadim Naumow            |
| 1993      | Helsinki                                        | Marina Jelzowa / Andrei Buschkow                | Mandy Wötzel / Ingo Steuer                      | Jewgenija Schischkowa / Wadim Naumow            |
| 1994      | Kopenhagen                                      | Jekaterina Gordejewa / Sergei Grinkow           | Jewgenija Schischkowa / Wadim Naumow            | Natalja Mischkutjonok / Artur Dmitrijew         |
| 1995      | Dortmund                                        | Mandy Wötzel / Ingo Steuer                      | Radka Kovaříková / René Novotný                 | Jewgenija Schischkowa / Wadim Naumow            |
| 1996      | Sofia                                           | Oxana Kasakowa / Artur Dmitrijew                | Mandy Wötzel / Ingo Steuer                      | Sarah Abitbol / Stéphane Bernadis               |
| 1997      | Paris                                           | Marina Jelzowa / Andrei Buschkow                | Mandy Wötzel / Ingo Steuer                      | Jelena Bereschnaja / Anton Sicharulidse         |
| 1998      | Mailand                                         | Jelena Bereschnaja / Anton Sicharulidse         | Oxana Kasakowa / Artur Dmitrijew                | Sarah Abitbol / Stéphane Bernadis               |
| 1999      | Prag                                            | Marija Petrowa / Alexei Tichonow                | Dorota Zagorska / Mariusz Siudek                | Sarah Abitbol / Stéphane Bernadis               |
| 2000      | Wien                                            | Marija Petrowa / Alexei Tichonow                | Dorota Zagorska / Mariusz Siudek                | Sarah Abitbol / Stéphane Bernadis               |
| 2001      | Bratislava                                      | Jelena Bereschnaja / Anton Sicharulidse         | Tatjana Totmjanina / Maxim Marinin              | Sarah Abitbol / Stéphane Bernadis               |
| 2002      | Lausanne                                        | Tatjana Totmjanina / Maxim Marinin              | Sarah Abitbol / Stéphane Bernadis               | Marija Petrowa / Alexei Tichonow                |
| 2003      | Malmö                                           | Tatjana Totmjanina / Maxim Marinin              | Sarah Abitbol / Stéphane Bernadis               | Marija Petrowa / Alexei Tichonow                |
| 2004      | Budapest                                        | Tatjana Totmjanina / Maxim Marinin              | Marija Petrowa / Alexei Tichonow                | Dorota Zagorska / Mariusz Siudek                |
| 2005      | Turin                                           | Tatjana Totmjanina / Maxim Marinin              | Julija Obertas / Sergei Slawnow                 | Marija Petrowa / Alexei Tichonow                |
| 2006      | Lyon                                            | Tatjana Totmjanina / Maxim Marinin              | Aljona Sawtschenko / Robin Szolkowy             | Marija Petrowa / Alexei Tichonow                |
| 2007      | Warschau                                        | Aljona Sawtschenko / Robin Szolkowy             | Marija Petrowa / Alexei Tichonow                | Dorota Siudek / Mariusz Siudek                  |
| 2008      | Zagreb                                          | Aljona Sawtschenko / Robin Szolkowy             | Marija Muchortowa / Maxim Trankow               | Juko Kawaguti / Alexander Smirnow               |
| 2009      | Helsinki                                        | Aljona Sawtschenko / Robin Szolkowy             | Juko Kawaguti / Alexander Smirnow               | Marija Muchortowa / Maxim Trankow               |
| 2010      | Tallinn                                         | Juko Kawaguti / Alexander Smirnow               | Aljona Sawtschenko / Robin Szolkowy             | Marija Muchortowa / Maxim Trankow               |
| 2011      | Bern                                            | Aljona Sawtschenko / Robin Szolkowy             | Juko Kawaguti / Alexander Smirnow               | Wera Basarowa / Juri Larionow                   |
| 2012      | Sheffield                                       | Tatjana Wolossoschar / Maxim Trankow            | Wera Basarowa / Juri Larionow                   | Ksenia Stolbowa / Fjodor Klimow                 |
| 2013      | Zagreb                                          | Tatjana Wolossoschar / Maxim Trankow            | Aljona Sawtschenko / Robin Szolkowy             | Stefania Berton / Ondřej Hotárek                |
| 2014      | Budapest                                        | Tatjana Wolossoschar / Maxim Trankow            | Ksenia Stolbowa / Fjodor Klimow                 | Wera Basarowa / Juri Larionow                   |
| 2015      | Stockholm                                       | Juko Kawaguti / Alexander Smirnow               | Ksenia Stolbowa / Fjodor Klimow                 | Jewgenija Tarassowa / Wladimir Morosow          |
| 2016      | Bratislava                                      | Tatjana Wolossoschar / Maxim Trankow            | Aljona Sawtschenko / Bruno Massot               | Jewgenija Tarassowa / Wladimir Morosow          |
| 2017      | Ostrava                                         | Jewgenija Tarassowa / Wladimir Morosow          | Aljona Sawtschenko / Bruno Massot               | Vanessa James / Morgan Ciprès                   |
| 2018      | Moskau                                          | Jewgenija Tarassowa / Wladimir Morosow          | Ksenija Stolbowa / Fjodor Klimow                | Natalja Sabijako / Alexander Enbert             |
| 2019      | Minsk                                           | Vanessa James / Morgan Ciprès                   | Jewgenija Tarassowa / Wladimir Morosow          | Alexandra Boikowa / Dmitri Koslowski            |
| 2020      | Graz                                            | Alexandra Boikowa / Dmitri Koslowski            | Jewgenija Tarassowa / Wladimir Morosow          | Darja Pawljutschenko / Denis Chodykin           |
| 2021      | Zagreb                                          | abgesagt wegen der COVID-19-Pandemie            | abgesagt wegen der COVID-19-Pandemie            | abgesagt wegen der COVID-19-Pandemie            |
| 2022      | Tallinn                                         | Anastassija Mischina / Alexander Galljamow      | Jewgenija Tarassowa / Wladimir Morosow          | Alexandra Boikowa / Dmitri Koslowski            |
| 2023      | Espoo                                           | Sara Conti / Niccolò Macii                      | Rebecca Ghilardi / Filippo Ambrosini            | Annika Hocke / Robert Kunkel                    |
| 2024      | Kaunas                                          | Lucrezia Beccari / Matteo Guarise               | Anastassia Metelkina / Luka Berulawa            | Rebecca Ghilardi / Filippo Ambrosini            |
| 2025      | Tallinn                                         | Minerva-Fabienne Hase / Nikita Wolodin          | Sara Conti / Niccolò Macii                      | Anastassia Metelkina / Luka Berulawa            |
| 2026      | Sheffield                                       |                                                 |                                                 |                                                 |
| 2027      | Lausanne                                        |                                                 |                                                 |                                                 |

## Medaillengewinner Eistanz
| Jahr | Austragungsort         | Gold                                     | Silber                                   | Bronze                                   |
| ---- | ---------------------- | ---------------------------------------- | ---------------------------------------- | ---------------------------------------- |
| 1954 | Bozen                  | Jean Westwood / Lawrence Demmy           | Nesta Davies / Paul Thomas               | Barbara Radford / Raymond Lockwood       |
| 1955 | Budapest               | Jean Westwood / Lawrence Demmy           | Pamela Weight / Paul Thomas              | Barbara Radford / Raymond Lockwood       |
| 1956 | Paris                  | Pamela Weight / Paul Thomas              | June Markham / Courtney Jones            | Barbara Thompson / Gerard Rigby          |
| 1957 | Wien                   | June Markham / Courtney Jones            | Barbara Thompson / Gerard Rigby          | Catherine Morris / Michael Robinson      |
| 1958 | Bratislava             | June Markham / Courtney Jones            | Catherine Morris / Michael Robinson      | Barbara Thompson / Gerard Rigby          |
| 1959 | Davos                  | Doreen Denny / Courtney Jones            | Catherine Morris / Michael Robinson      | Christiane Guhel / Jean Paul Guhel       |
| 1960 | Garmisch-Partenkirchen | Doreen Denny / Courtney Jones            | Christiane Guhel / Jean Paul Guhel       | Mary Parry / Roy Mason                   |
| 1961 | Berlin                 | Doreen Denny / Courtney Jones            | Christiane Guhel / Jean Paul Guhel       | Linda Shearman / Michael Phillips        |
| 1962 | Genf                   | Christiane Guhel / Jean Paul Guhel       | Linda Shearman / Michael Phillips        | Eva Romanová / Pavel Roman               |
| 1963 | Budapest               | Linda Shearman / Michael Phillips        | Eva Romanová / Pavel Roman               | Janet Sawbridge / David Hickinbottom     |
| 1964 | Grenoble               | Eva Romanová / Pavel Roman               | Janet Sawbridge / David Hickinbottom     | Yvonne Suddick / Roger Kennerson         |
| 1965 | Moskau                 | Eva Romanová / Pavel Roman               | Janet Sawbridge / David Hickinbottom     | Yvonne Suddick / Roger Kennerson         |
| 1966 | Bratislava             | Diane Towler / Bernard Ford              | Yvonne Suddick / Roger Kennerson         | Jitka Babická / Jaromír Holan            |
| 1967 | Ljubljana              | Diane Towler / Bernard Ford              | Yvonne Suddick / Malcolm Cannon          | Brigitte Martin / Francis Gamichon       |
| 1968 | Västerås               | Diane Towler / Bernard Ford              | Yvonne Suddick / Malcolm Cannon          | Janet Sawbridge / Jon Lane               |
| 1969 | Garmisch-Partenkirchen | Diane Towler / Bernard Ford              | Janet Sawbridge / Jon Lane               | Ljudmila Pachomowa / Alexander Gorschkow |
| 1970 | Leningrad              | Ljudmila Pachomowa / Alexander Gorschkow | Angelika Buck / Erich Buck               | Tatjana Woitjuk / Wjatscheslaw Schigalin |
| 1971 | Zürich                 | Ljudmila Pachomowa / Alexander Gorschkow | Angelika Buck / Erich Buck               | Susan Getty / Roy Bradshaw               |
| 1972 | Göteborg               | Angelika Buck / Erich Buck               | Ljudmila Pachomowa / Alexander Gorschkow | Janet Sawbridge / Peter Dalby            |
| 1973 | Köln                   | Ljudmila Pachomowa / Alexander Gorschkow | Angelika Buck / Erich Buck               | Hilary Green / Glyn Watts                |
| 1974 | Zagreb                 | Ljudmila Pachomowa / Alexander Gorschkow | Hilary Green / Glyn Watts                | Natalja Linitschuk / Gennadi Karponossow |
| 1975 | Kopenhagen             | Ljudmila Pachomowa / Alexander Gorschkow | Hilary Green / Glyn Watts                | Natalja Linitschuk / Gennadi Karponossow |
| 1976 | Genf                   | Ljudmila Pachomowa / Alexander Gorschkow | Irina Moissejewa / Andrei Minenkow       | Natalja Linitschuk / Gennadi Karponossow |
| 1977 | Helsinki               | Irina Moissejewa / Andrei Minenkow       | Krisztina Regőczy / András Sallay        | Natalja Linitschuk / Gennadi Karponossow |
| 1978 | Straßburg              | Irina Moissejewa / Andrei Minenkow       | Natalja Linitschuk / Gennadi Karponossow | Krisztina Regőczy / András Sallay        |
| 1979 | Zagreb                 | Natalja Linitschuk / Gennadi Karponossow | Irina Moissejewa / Andrei Minenkow       | Krisztina Regőczy / András Sallay        |
| 1980 | Göteborg               | Natalja Linitschuk / Gennadi Karponossow | Krisztina Regőczy / András Sallay        | Irina Moissejewa / Andrei Minenkow       |
| 1981 | Innsbruck              | Jayne Torvill / Christopher Dean         | Irina Moissejewa / Andrei Minenkow       | Natalja Linitschuk / Gennadi Karponossow |
| 1982 | Lyon                   | Jayne Torvill / Christopher Dean         | Natalja Bestemjanowa / Andrei Bukin      | Irina Moissejewa / Andrei Minenkow       |
| 1983 | Dortmund               | Natalja Bestemjanowa / Andrei Bukin      | Olga Woloschinskaja / Alexander Swinin   | Karen Barber / Nicholas Slater           |
| 1984 | Budapest               | Jayne Torvill / Christopher Dean         | Natalja Bestemjanowa / Andrei Bukin      | Marina Klimowa / Sergei Ponomarenko      |
| 1985 | Göteborg               | Natalja Bestemjanowa / Andrei Bukin      | Marina Klimowa / Sergei Ponomarenko      | Petra Born / Rainer Schönborn            |
| 1986 | Kopenhagen             | Natalja Bestemjanowa / Andrei Bukin      | Marina Klimowa / Sergei Ponomarenko      | Natalja Annenko / Genrich Sretenski      |
| 1987 | Sarajevo               | Natalja Bestemjanowa / Andrei Bukin      | Marina Klimowa / Sergei Ponomarenko      | Natalja Annenko / Genrich Sretenski      |
| 1988 | Prag                   | Natalja Bestemjanowa / Andrei Bukin      | Natalja Annenko / Genrich Sretenski      | Isabelle Duchesnay / Paul Duchesnay      |
| 1989 | Birmingham             | Marina Klimowa / Sergei Ponomarenko      | Maja Ussowa / Alexander Schulin          | Natalja Annenko / Genrich Sretenski      |
| 1990 | Leningrad              | Marina Klimowa / Sergei Ponomarenko      | Maja Ussowa / Alexander Schulin          | Isabelle Duchesnay / Paul Duchesnay      |
| 1991 | Sofia                  | Marina Klimowa / Sergei Ponomarenko      | Isabelle Duchesnay / Paul Duchesnay      | Maja Ussowa / Alexander Schulin          |
| 1992 | Lausanne               | Marina Klimowa / Sergei Ponomarenko      | Maja Ussowa / Alexander Schulin          | Oxana Grischtschuk / Jewgeni Platow      |
| 1993 | Helsinki               | Maja Ussowa / Alexander Schulin          | Oxana Grischtschuk / Jewgeni Platow      | Susanna Rahkamo / Petri Kokko            |
| 1994 | Kopenhagen             | Jayne Torvill / Christopher Dean         | Oxana Grischtschuk / Jewgeni Platow      | Maja Ussowa / Alexander Schulin          |
| 1995 | Dortmund               | Susanna Rahkamo / Petri Kokko            | Sophie Moniotte / Pascal Lavanchy        | Anschelika Krylowa / Oleg Owsjannikow    |
| 1996 | Sofia                  | Oxana Grischtschuk / Jewgeni Platow      | Anschelika Krylowa / Oleg Owsjannikow    | Irina Romanowa / Igor Jaroscheko         |
| 1997 | Paris                  | Oxana Grischtschuk / Jewgeni Platow      | Anschelika Krylowa / Oleg Owsjannikow    | Sophie Moniotte / Pascal Lavanchy        |
| 1998 | Mailand                | Oxana Grischtschuk / Jewgeni Platow      | Anschelika Krylowa / Oleg Owsjannikow    | Marina Anissina / Gwendal Peizerat       |
| 1999 | Prag                   | Anschelika Krylowa / Oleg Owsjannikow    | Marina Anissina / Gwendal Peizerat       | Irina Lobatschowa / Ilja Awerbuch        |
| 2000 | Wien                   | Marina Anissina / Gwendal Peizerat       | Barbara Fusar-Poli / Maurizio Margaglio  | Margarita Drobiazko / Povilas Vanagas    |
| 2001 | Bratislava             | Barbara Fusar-Poli / Maurizio Margaglio  | Marina Anissina / Gwendal Peizerat       | Irina Lobatschowa / Ilja Awerbuch        |
| 2002 | Lausanne               | Marina Anissina / Gwendal Peizerat       | Barbara Fusar-Poli / Maurizio Margaglio  | Irina Lobatschowa / Ilja Awerbuch        |
| 2003 | Malmö                  | Irina Lobatschowa / Ilja Awerbuch        | Albena Denkowa / Maxim Stawiski          | Tatjana Nawka / Roman Kostomarow         |
| 2004 | Budapest               | Tatjana Nawka / Roman Kostomarow         | Albena Denkowa / Maxim Stawiski          | Elena Hruschyna / Ruslan Hontscharow     |
| 2005 | Turin                  | Tatjana Nawka / Roman Kostomarow         | Elena Hruschyna / Ruslan Hontscharow     | Isabelle Delobel / Olivier Schoenfelder  |
| 2006 | Lyon                   | Tatjana Nawka / Roman Kostomarow         | Elena Hruschyna / Ruslan Hontscharow     | Margarita Drobiazko / Povilas Vanagas    |
| 2007 | Warschau               | Isabelle Delobel / Olivier Schoenfelder  | Oxana Domnina / Maxim Schabalin          | Albena Denkowa / Maxim Stawiski          |
| 2008 | Zagreb                 | Oxana Domnina / Maxim Schabalin          | Isabelle Delobel / Olivier Schoenfelder  | Jana Chochlowa / Sergei Nowizki          |
| 2009 | Helsinki               | Jana Chochlowa / Sergei Nowizki          | Federica Faiella / Massimo Scali         | Sinead Kerr / John Kerr                  |
| 2010 | Tallinn                | Oxana Domnina / Maxim Schabalin          | Federica Faiella / Massimo Scali         | Jana Chochlowa / Sergei Nowizki          |
| 2011 | Bern                   | Nathalie Péchalat / Fabian Bourzat       | Jekaterina Bobrowa / Dmitri Solowjow     | Sinead Kerr / John Kerr                  |
| 2012 | Sheffield              | Nathalie Péchalat / Fabian Bourzat       | Jekaterina Bobrowa / Dmitri Solowjow     | Jelena Iljinych / Nikita Kazalapow       |
| 2013 | Zagreb                 | Jekaterina Bobrowa / Dmitri Solowjow     | Jelena Iljinych / Nikita Kazalapow       | Anna Cappellini / Luca Lanotte           |
| 2014 | Budapest               | Anna Cappellini / Luca Lanotte           | Jelena Iljinych / Nikita Kazalapow       | Penny Coomes / Nicholas Buckland         |
| 2015 | Stockholm              | Gabriella Papadakis / Guillaume Cizeron  | Anna Cappellini / Luca Lanotte           | Alexandra Stepanowa / Iwan Bukin         |
| 2016 | Bratislava             | Gabriella Papadakis / Guillaume Cizeron  | Anna Cappellini / Luca Lanotte           | Jekaterina Bobrowa / Dmitri Solowjow     |
| 2017 | Ostrava                | Gabriella Papadakis / Guillaume Cizeron  | Anna Cappellini / Luca Lanotte           | Jekaterina Bobrowa / Dmitri Solowjow     |
| 2018 | Moskau                 | Gabriella Papadakis / Guillaume Cizeron  | Jekaterina Bobrowa / Dmitri Solowjow     | Alexandra Stepanowa / Iwan Bukin         |
| 2019 | Minsk                  | Gabriella Papadakis / Guillaume Cizeron  | Alexandra Stepanowa / Iwan Bukin         | Charlène Guignard / Marco Fabbri         |
| 2020 | Graz                   | Wiktorija Sinizina / Nikita Kazalapow    | Gabriella Papadakis / Guillaume Cizeron  | Alexandra Stepanowa / Iwan Bukin         |
| 2021 | Zagreb                 | abgesagt wegen der COVID-19-Pandemie     | abgesagt wegen der COVID-19-Pandemie     | abgesagt wegen der COVID-19-Pandemie     |
| 2022 | Tallinn                | Wiktorija Sinizina / Nikita Kazalapow    | Alexandra Stepanowa / Iwan Bukin         | Charlène Guignard / Marco Fabbri         |
| 2023 | Espoo                  | Charlène Guignard / Marco Fabbri         | Lilah Fear / Lewis Gibson                | Juulia Turkkila / Matthias Versluis      |
| 2024 | Kaunas                 | Charlène Guignard / Marco Fabbri         | Lilah Fear / Lewis Gibson                | Allison Reed / Saulius Ambrulevičius     |
| 2025 | Tallinn                | Charlène Guignard / Marco Fabbri         | Evgeniia Lopareva / Geoffrey Brissaud    | Lilah Fear / Lewis Gibson                |
| 2026 | Sheffield              |                                          |                                          |                                          |
| 2027 | Lausanne               |                                          |                                          |                                          |

## Die erfolgreichsten Teilnahmen bei Europameisterschaften

### Die erfolgreichsten Eiskunstläufer
| #  | Name                    | Titel | Jahre                                       |
| -- | ----------------------- | ----- | ------------------------------------------- |
| 1. | Ulrich Salchow          | 9     | 1898–1900, 1904, 1906–1907, 1909–1910, 1913 |
| 2. | Karl Schäfer            | 8     | 1929–1936                                   |
| 3. | Jewgeni Pljuschtschenko | 7     | 2000–2001, 2003, 2005–2006, 2010, 2012      |
| 3. | Javier Fernández        | 7     | 2013–2019                                   |
| 5. | Willy Böckl             | 6     | 1922–1923, 1925–1928                        |
| 6. | Alain Giletti           | 5     | 1955–1957, 1960–1961                        |
| 6. | Ondrej Nepela           | 5     | 1969–1973                                   |
| 8. | Emmerich Danzer         | 4     | 1965–1968                                   |
| 8. | Jan Hoffmann            | 4     | 1974, 1977–1979                             |
| 8. | Alexander Fadejew       | 4     | 1984, 1987–1989                             |

### Die erfolgreichsten Eiskunstläuferinnen
| #  | Name             | Titel | Jahre                                 |
| -- | ---------------- | ----- | ------------------------------------- |
| 1. | Irina Sluzkaja   | 7     | 1996–1997, 2000–2001, 2003, 2005–2006 |
| 2. | Sonja Henie      | 6     | 1931–1936                             |
| 2. | Katarina Witt    | 6     | 1983–1988                             |
| 4. | Sjoukje Dijkstra | 5     | 1960–1964                             |
| 4. | Surya Bonaly     | 5     | 1991–1995                             |
| 4. | Carolina Kostner | 5     | 2007–2008, 2010, 2012–2013            |
| 7. | Anett Pötzsch    | 4     | 1977–1980                             |

### Die erfolgreichsten Eiskunstlaufpaare
| #  | Name                                 | Titel | Jahre           |
| -- | ------------------------------------ | ----- | --------------- |
| 1. | Irina Rodnina, Alexander Saizew      | 7     | 1973–1978, 1980 |
| 2. | Marika Kilius, Hans-Jürgen Bäumler   | 6     | 1959–1964       |
| 3. | Maxi Herber, Ernst Baier             | 5     | 1935–1939       |
| 3. | Tatjana Totmjanina, Maxim Marinin    | 5     | 2002–2006       |
| 5. | Ljudmila Beloussowa, Oleg Protopopow | 4     | 1965–1968       |
| 5. | Irina Rodnina, Alexei Ulanow         | 4     | 1969–1972       |
| 5. | Aljona Sawtschenko, Robin Szolkowy   | 4     | 2007–2009, 2011 |
| 5. | Tatjana Wolossoschar, Maxim Trankow  | 4     | 2012–2014, 2016 |

### Die erfolgreichsten Eistanzpaare
| #  | Name                                    | Titel | Jahre                 |
| -- | --------------------------------------- | ----- | --------------------- |
| 1. | Ljudmila Pachomowa, Alexander Gorschkow | 6     | 1970–1974, 1976       |
| 2. | Natalja Bestemjanowa, Andrei Bukin      | 5     | 1983, 1985–1988       |
| 2. | Gabriella Papadakis, Guillaume Cizeron  | 5     | 2015–2019             |
| 3. | Diane Towler, Bernard Ford              | 4     | 1966–1969             |
| 3. | Jayne Torvill, Christopher Dean         | 4     | 1981–1982, 1984, 1994 |
| 3. | Marina Klimowa, Sergei Ponomarenko      | 4     | 1989–1992             |